# Geodia dendyi
Geodia dendyi är en svampdjursart som beskrevs av Burton 1926. Geodia dendyi ingår i släktet Geodia och familjen Geodiidae. Inga underarter finns listade i Catalogue of Life.